# Barbara Fusar Poli
Barbara Fusar Poli (Sesto San Giovanni, 6 febbraio 1972) è un'ex danzatrice su ghiaccio italiana, campionessa europea e mondiale ai Campionati mondiali di pattinaggio di figura in coppia con Maurizio Margaglio e vincitrice della medaglia di bronzo ai XIX Giochi olimpici invernali.

## Carriera sportiva
Nel 1982 inizia a praticare il pattinaggio-corsa sul ghiaccio ma, dopo aver assistito a un saggio di Natale ed essere rimasta folgorata dal pattinaggio artistico, si iscrive al club Agorà Skating Team di Milano.
Dal 1986 pattina insieme a Matteo Bonfà, in seguito forma una nuova coppia con Alberto Reani. Raggiunge i migliori risultati con il terzo partner, Maurizio Margaglio, con il quale inizia a lavorare nella primavera del 1994. La coppia vince nove titoli nazionali dal 1995 al 2006, un oro e un argento ai Campionati mondiali di pattinaggio di figura nel 2001, un oro (nel 2001) e due argenti (nel 2000 e 2002) ai Campionati europei, e un bronzo alle Olimpiadi di Salt Lake City nel 2002.
La coppia Fusar Poli-Margaglio viene allenata da Paola Mezzadri e Roberto Pelizzola, curata nella preparazione atletica da Mirco Botta, e seguita da Tat'jana Tarasova.
Dopo un periodo di ritiro iniziato nel 2002, e ripetuti incitamenti da parte dell'ambiente sportivo del pattinaggio non solo nazionale, la coppia artistica decide  di tornare a gareggiare in occasione delle Olimpiadi di Torino nel 2006. Primi dopo le danze obbligatorie, scivolano al settimo posto a causa di una caduta nella danza originale. Concludono la competizione al sesto posto.
Dopo questa competizione si ritirano definitivamente dalle competizioni sportive.

## Vita privata
Nasce e cresce a Sesto San Giovanni, fin dai primi anni d'età si fa notare per il carattere molto estroverso e solare, a tratti esibizionista e con tanta voglia di fare; anche i suoi maestri a scuola si accorgono di una certa predisposizione verso il ballo, tanto che a soli cinque anni e mezzo inizia lo studio della danza classica, e in seguito due anni di nuoto.
Frequenta l'Istituto d'Arte alla Villa Reale di Monza e contemporaneamente dal 1982 si allena a Bergamo nel pattinaggio artistico.
Nel giugno del 2000 sposa Diego Cattani, ex azzurro di short track, oggi tecnico della nazionale. Pochi mesi prima di partecipare all'ultima competizione sportiva a Torino 2006, ha la sua prima figlia, Giorgia.
Era inoltre particolarmente legata a suo nonno, scomparso nel luglio 2005.
Dopo aver studiato all'ex Istituto Superiore Educazione Fisica diventa insegnante di pattinaggio per adulti e bambini all'Agorà, in cui lei stessa maturò professionalmente.
Con Maurizio Margaglio il 1º ottobre 2009 partecipa al videoclip del singolo Un dolce incantesimo di Dolcenera.
Vive nella sua città d'origine e ha due figli.

## Palmarès
GP: Champions Series / Grand Prix

### Con Margaglio
| Internazionali            | Internazionali | Internazionali | Internazionali | Internazionali | Internazionali | Internazionali | Internazionali | Internazionali | Internazionali | Internazionali | Internazionali | Internazionali |
| Evento                    | 94–95          | 95–96          | 96–97          | 97–98          | 98–99          | 99–00          | 00–01          | 01–02          | 02–03          | 03–04          | 04–05          | 05–06          |
| ------------------------- | -------------- | -------------- | -------------- | -------------- | -------------- | -------------- | -------------- | -------------- | -------------- | -------------- | -------------- | -------------- |
| Giochi olimpici invernali |                |                |                | 6°             |                |                |                | 3°             |                |                |                | 6°             |
| Campionati mondiali       |                | 10°            | 9°             | 5°             | 5°             | 2°             | 1°             |                |                |                |                |                |
| Campionati europei        | 10°            | 8°             | 7°             | 5°             | 4°             | 2°             | 1°             | 2°             |                |                |                |                |
| GP Finale                 |                |                |                | 5°             | 5°             | 2°             | 1°             | 4°             |                |                |                |                |
| GP Cup of Russia          |                |                |                |                |                | 1°             | 1°             | 1°             |                |                |                |                |
| GP NHK Trophy             |                |                | 5°             | 3°             |                |                |                |                |                |                |                |                |
| GP Skate America          |                |                |                | 2°             | 3°             | 1°             | 1°             |                |                |                |                |                |
| GP Skate Canada           |                | 7°             | 3°             |                |                |                |                |                |                |                |                |                |
| GP Sparkassen Cup         |                |                |                |                |                |                | 1°             | 1°             |                |                |                |                |
| GP Trophée Lalique        |                | 6°             |                |                | 2°             | 2°             |                |                |                |                |                |                |
| Autumn Trophy             |                |                | 1°             |                |                |                |                |                |                |                |                |                |
| Lysiane Lauret Challenge  |                | 1°             |                |                |                |                |                |                |                |                |                |                |
| Schäfer Memorial          | 3°             |                |                |                |                |                |                |                |                |                |                |                |
| Nazionali                 |                |                |                |                |                |                |                |                |                |                |                |                |
| Campionati italiani       | 1°             | 1°             | 1°             | 1°             | 1°             | 1°             | 1°             | 1°             |                |                |                | 1°             |

### Con Reani
| Evento              | 1992–93 | 1993–94 |
| ------------------- | ------- | ------- |
| Campionati mondiali | 22°     | 17°     |
| Campionati europei  |         | 17°     |
| Nations Cup         |         | 6°      |
| Piruetten           |         | 6°      |

### Con Bonfa
| Evento                       | 1989–90 | 1990–91 |
| ---------------------------- | ------- | ------- |
| Campionati mondiali juniores | 15°     | 10°     |